# Gabriele Siqueira
Gabriele Siqueira (21 de enero de 1994) es una deportista brasileña que compite en taekwondo. Ganó tres medallas en el Campeonato Panamericano de Taekwondo entre los años 2018 y 2022.

## Palmarés internacional
| Campeonato Panamericano | Campeonato Panamericano      | Campeonato Panamericano | Campeonato Panamericano |
| Año                     | Lugar                        | Medalla                 | Categoría               |
| ----------------------- | ---------------------------- | ----------------------- | ----------------------- |
| 2018                    | Spokane (Estados Unidos)     | Medalla de bronce       | +73 kg                  |
| 2021                    | Cancún (México)              | Medalla de oro          | +73 kg                  |
| 2022                    | Punta Cana (Rep. Dominicana) | Medalla de plata        | +73 kg                  |